# Césaire Gandzé
Césair Dorlich Sidney Gandzé (* 6. března 1989) je fotbalový záložník a reprezentant Konžské republiky, v současnosti působí v klubu AC Léopards.

## Klubová kariéra
Svou fotbalovou kariéru začal v konžském klubu AC Léopards.

## Reprezentační kariéra
V A-mužstvu Konga debutoval v roce 2011.
Zúčastnil se Afrického poháru národů 2015. Na turnaji bylo Kongo vyřazeno ve čtvrtfinále Demokratickou republikou Kongo poměrem 2:4, i když vedlo 2:0.